# Dicranomyia orthia
Dicranomyia orthia är en tvåvingeart som först beskrevs av Alexander 1931.  Dicranomyia orthia ingår i släktet Dicranomyia och familjen småharkrankar. Inga underarter finns listade i Catalogue of Life.